# Antíope

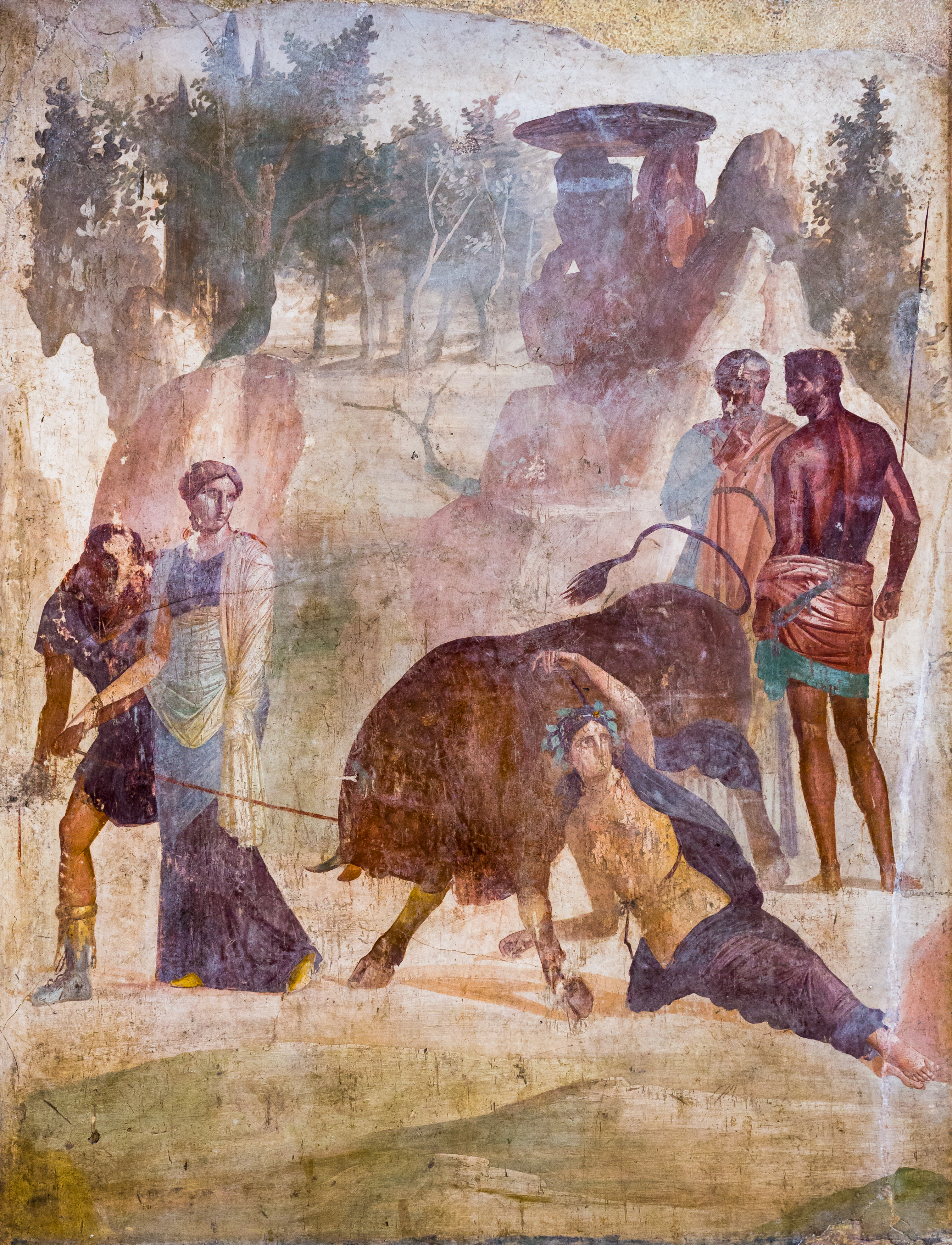
Dirce, atada a los cuernos de un toro salvaje por Anfión y Zeto (en presencia de Antíope). Fresco antiguo de Pompeya.

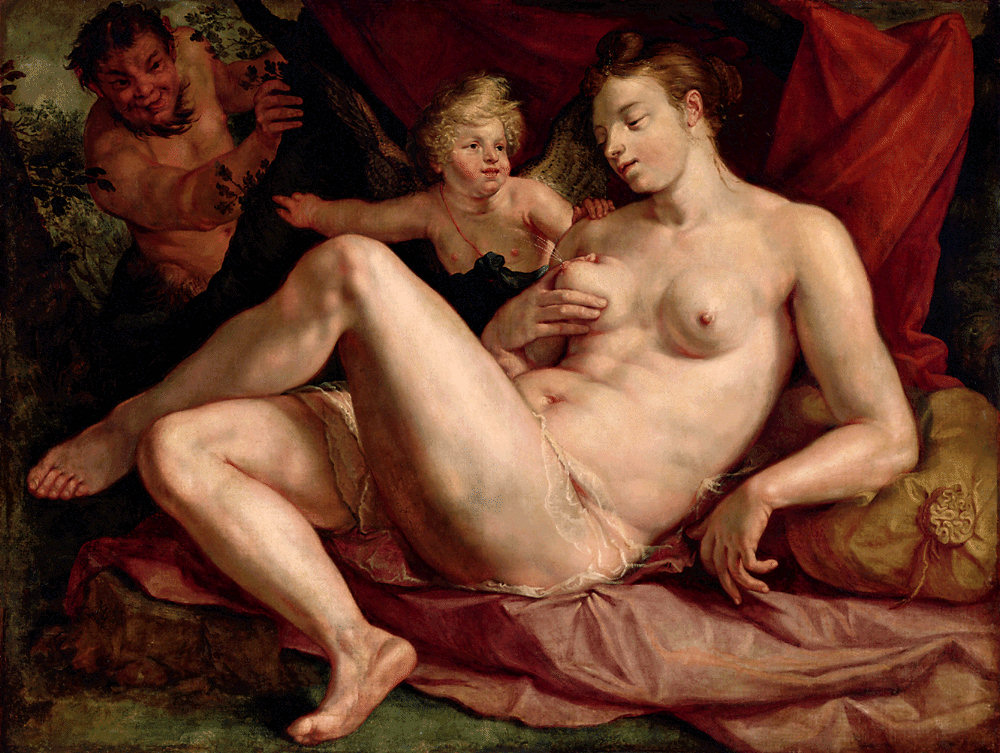
Júpiter y Antíope, de Hendrick Goltzius (1616).

En la mitología griega, Antíope o Antíopa (en griego Ἀντιόπη), famosa entre los griegos por su belleza, es la madre de Zeto y Anfión en su unión con Zeus. Las fuentes latinas dicen que para seducir a Antíope Zeus había tomado la forma de un sátiro y con esa formó colmó su amor con la muchacha. Eurípides escribió una tragedia homónima, la Antíope, la cual no ha sobrevivido hasta nuestros días pero que Platón cita abundantemente en uno de sus diálogos. También se tiene constancia de otra Antíope, escrita por Pacuvio.  

## Leyenda

### Nacimiento
En cuanto a su ascendencia, Antíope tiene especialmente dos versiones diferentes. La versión homérica dice que Antíope era hija de Asopo, un dios fluvial de Beocia. En este contexto sería la hermana de la náyade Tebe, ninfa epónima de Tebas, aunque a Antíope nunca se la denomina como ninfa ni se cita el nombre de su madre. La segunda versión, hesiódica, en cambio dice que Antíope nació de Nicteo y una tal Polixo, que Nicteo era hijo de Hirieo y este a su vez lo era de Poseidón y Alcíone, una de las Pléyades. En otra fuente se nos dice que Antíope nació de Licurgo, variante gráfica de Lico, el hermano de Nicteo. Según Hesíodo nació en Hiria; según Eurípides en Hisias; y según otros, ambos nombres se refieren a la misma ciudad.

### Amoríos y consortes
Antíope ya aparece en fuentes tan antiguas como la Odisea, a saber: «Vino Antíope después, la nacida de Asopo, gloriosa por haber descansado, a su vez, en los brazos de Zeus, del que tuvo dos hijos, a Zeto y Anfión, los primeros fundadores de Tebas, ciudad de las siete salidas; la ciñeron de fuertes murallas, pues, bien que esforzados, no pudieran sin ellas vivir en sus Tebas ingentes».
Una versión posterior dice que el esposo de Antíope y padre de Anfión y Zeto fue un tal Teboonte o Teboón y que los gemelos denominaron la ciudad de Tebas en honor a su padre. Otro poeta, en cambio, dice que Antíope fue madre de los gemelos en su unión tanto con Zeus como con Epopeo, lo que implica un doble nacimiento, similar al de los Dioscuros. Otros confunden episodios y dicen que el esposo de Antíope era Lico. Y los hay quienes dicen que el último esposo de Antíope finalmente fue Foco, el nieto de Sísifo.

### Versión de Apolodoro
En la Biblioteca mitológica se nos da la versión de Antíope, y es como sigue: 
Antíope era una hija de Nicteo con la que Zeus tuvo relaciones amorosas. Cuando se vio encinta, amenazada por su padre fue a refugiarse en Sición junto a Epopeo, quien la desposó. Nicteo, abatido, se suicidó, después de haber ordenado a Lico que castigara a Epopeo y Antíope. Lico guerreó contra Sición y, una vez sometida, mató a Epopeo y se llevó prisionera a Antíope. En el camino, en Eleúteras de Beocia,  Antíope dio a luz dos hijos, que fueron expuestos; un boyero los encontró y los crio llamando a uno Zeto y al otro Anfión. Zeto se dedicó a apacentar la vacada y Anfión a la música, pero Hermes le había regalado una lira. Lico y Dirce, su mujer, encerraron a Antíope y la maltrataron; pero un día sus ligaduras se desataron por sí solas y ella sin ser vista escapó a la granja de sus hijos deseosa de que la acogiesen. Cuando éstos reconocieron a su madre, como venganza dieron muerte a Lico y también a Dirce.

### Versión de Higino
Las Fábulas contienen dos versiones diferentes sobre Antíope. La primera de ellas es como sigue:
Antíope, hija de Nicteo, fue forzada por Épafo (Epopeo) con un engaño, por lo que su marido Lico la desterró. Al quedar sin marido, Júpiter (Zeus) la poseyó. Lico desposó con Dirce, la cual sospechaba que su esposo se acostaba en secreto con Antíope; por ello mandó a sus esclavos que la encerraran encadenada en un calabozo. En el momento del parto, por voluntad de Júpiter, se libró de sus cadenas y escapó al monte Citerón. Apremiada, buscaba un lugar donde parir, pero el dolor la obligó a dar a luz allí mismo, en una encrucijada. Unos pastores educaron a sus hijos como propios y llamaron a uno Zeto, de «buscar un lugar», y al otro Anfión «porque lo parió en una encrucijada o a una lado del camino». Ellos, después reconocieron a su madre y dieron muerte a Dirce, a la que ataron a un toro salvaje. De su cuerpo brotó una fuente, llamada Dircea, en el monte Citerón, por obra de Líbero (Dioniso), ya que había sido bacante (ménade) suya.

### Versión de Eurípides
La siguiente versión también fue transmitida por Higino, quien resumen la tragedia perdida de Eurípides con elementos posteriores:
Antíope era hija de Nicteo, rey de Beocia. Júpiter, atraído por su encantadora belleza, la dejó encinta. Como su padre quería castigarla por su deshonra y la amenazaba una y otra vez, Antíope huyó. Casualmente, en el lugar adonde había ido a parar, se encontraba el sicionio Épafo (Epopeo), que condujo a la mujer a su palacio y se unió a ella en matrimonio. Nicteo se lo tomó mal y, al morir, por medio de un juramento ordenó a su hermano Lico, a quien en aquel momento le estaba dejando el reino, que Antíope no quedara impune. Después de su muerte, Lico fue a Sición y, como Épafo había muerto, condujo a Antíope encadenada al Citerón. Dio a luz gemelos y los abandonó. Un pastor los crio y los llamó Zeto y Anfión. Antíope fue entregada a Dirce, esposa de Lico, para que la torturara, pero se escapó en cuanto tuvo ocasión. Llegó hasta donde estaban sus hijos y Zeto, creyendo que era una fugitiva, no la acogió. Dirce se trasladó al mismo lugar con intención de celebrar una bacanal en honor de Líbero, y, al descubrir allí a Antíope, se la llevó para darle muerte. Pero el pastor que los había criado les hizo saber que era su madre y los muchachos se apresuraron a liberarla y mataron a Dirce, amarrándola por sus cabellos a un toro. Cuando se disponían a matar a Lico, Mercurio (Hermes) lo impidió y, a la vez, ordenó a Lico ceder el reino a Anfión.

### Muerte
Sobre la muerte de la muchacha se dice que Dioniso se indignó con Antíope debido al asesinato de Dirce, que era una devota suya. Dicen que el dios enloqueció a Antíope y, fuera de sí, anduvo errante por toda Grecia; y con ella se encontró casualmente Foco, hijo de Ornitión, hijo de Sísifo, y después de curarla se casó con ella. De hecho, Antíope y Foco comparten la misma tumba.